# ایلیزابت‌تون (تنسی)
ایلیزابت‌تون(به انگلیسی: Elizabethton) شهری در ایالت تنسی کشور ایالات متحده آمریکا است که جمعیت آن در سرشماری سال ۲۰۱۰ میلادی، ۱۴٬۱۷۶ نفر بوده‌است.